# Costume traditionnel en France
 (juin 2016).

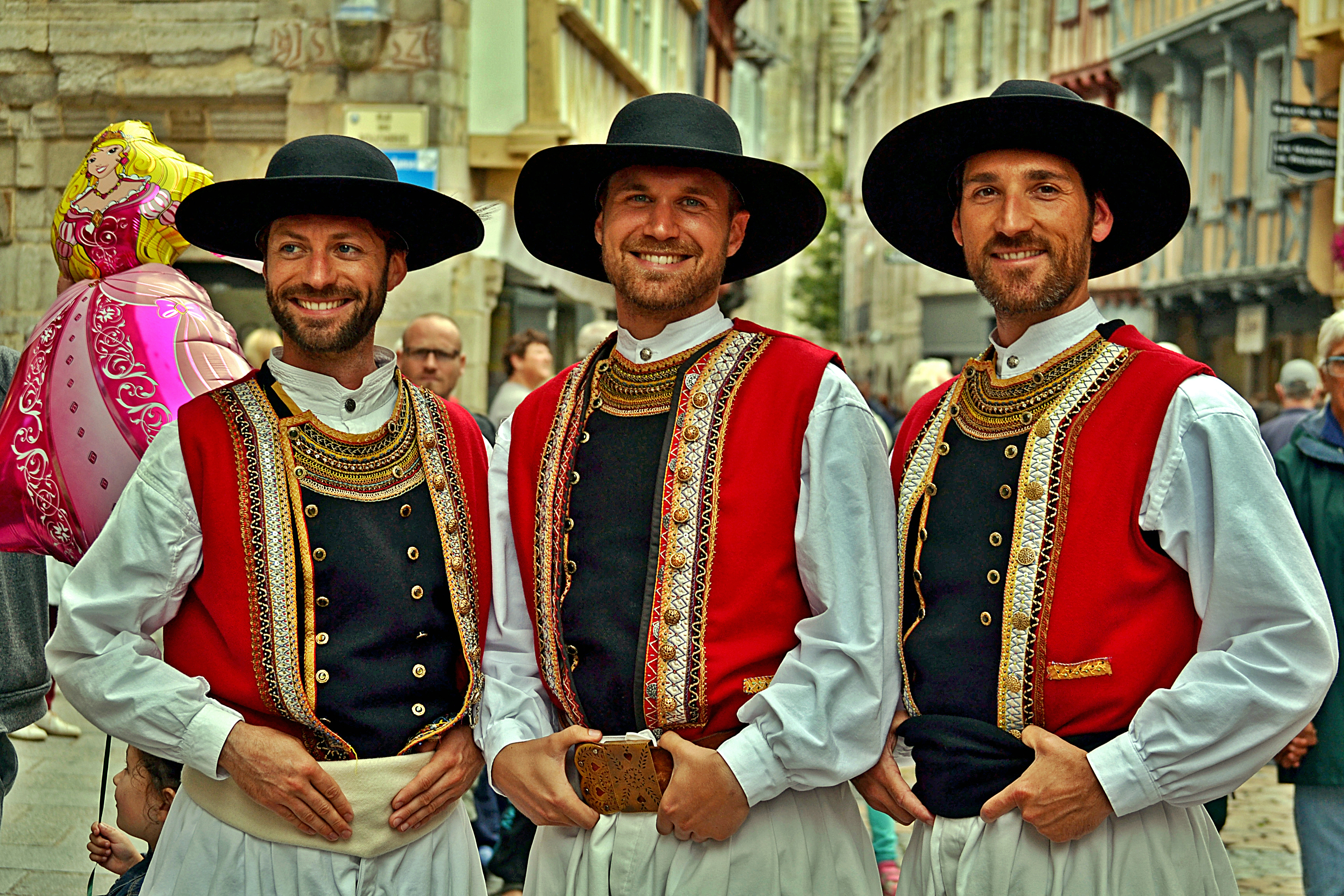
Bretons en costume traditionnel au festival de Cornouaille.

En France, on nomme costume traditionnel ou costume régional ou guise l'ensemble des vêtements portés dans les différentes provinces ou régions françaises.

## Généralité
Supplanté par la puissante attraction du style de vêtements conçus suivant la mode dite internationale, le port du costume traditionnel est devenu anecdotique en France et ne se porte qu'à certaines rares occasions festives. Son port est aussi inversement proportionnel à la disparition de la ruralité, et proportionnel à  l'attachement au terroir et à l'isolement des campagnes. Chargé toutefois toujours d'un puissant symbolisme, il est conservé surtout dans le domaine du folklore.

## Par province ou région

### Alsace

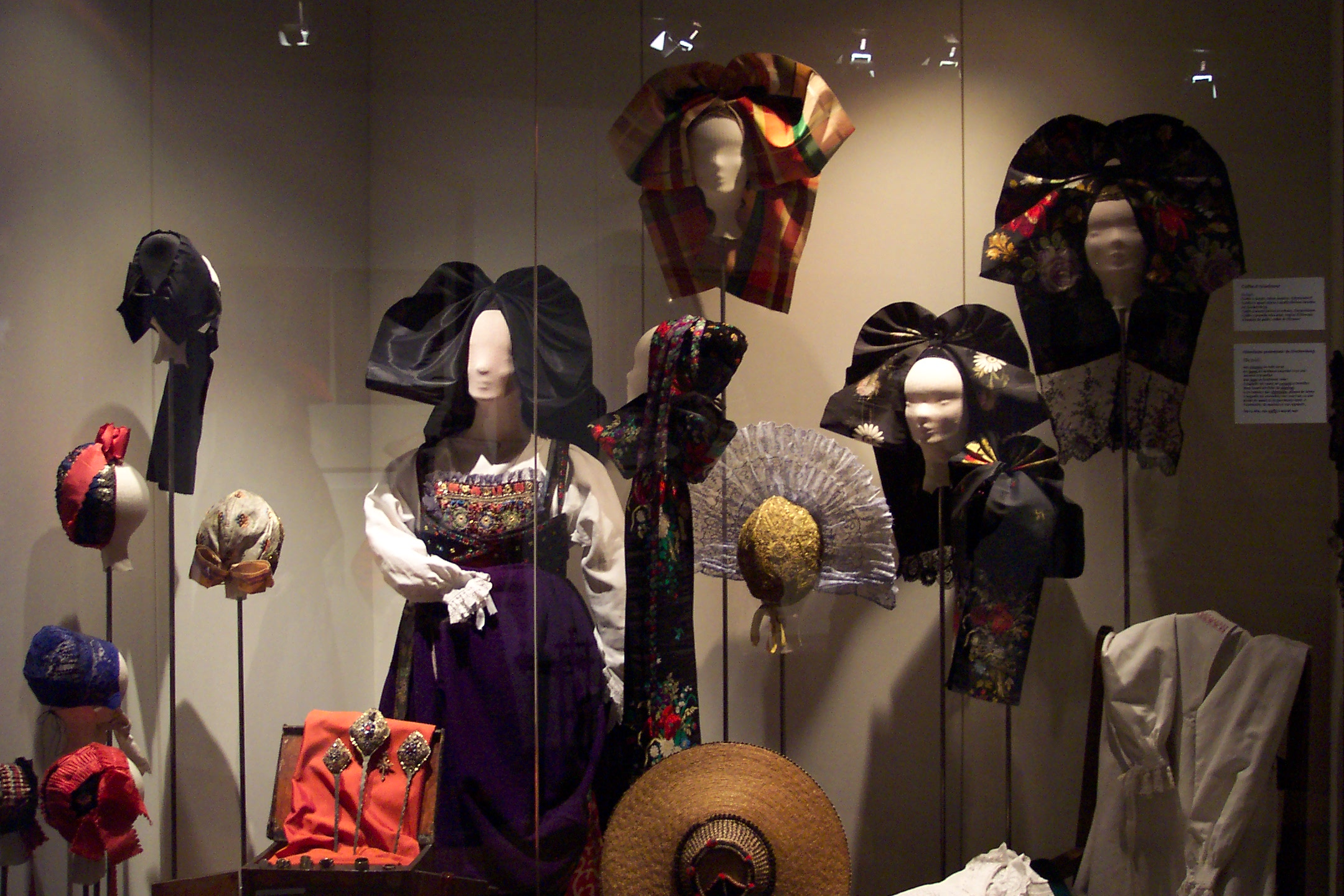
Coiffes alsaciennes au musée de Strasbourg
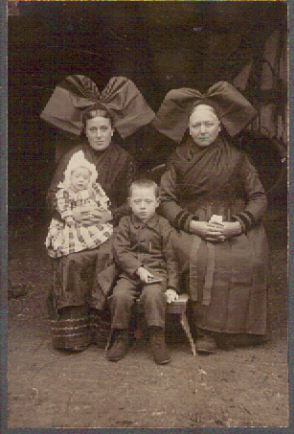
Femmes et enfants en 1915
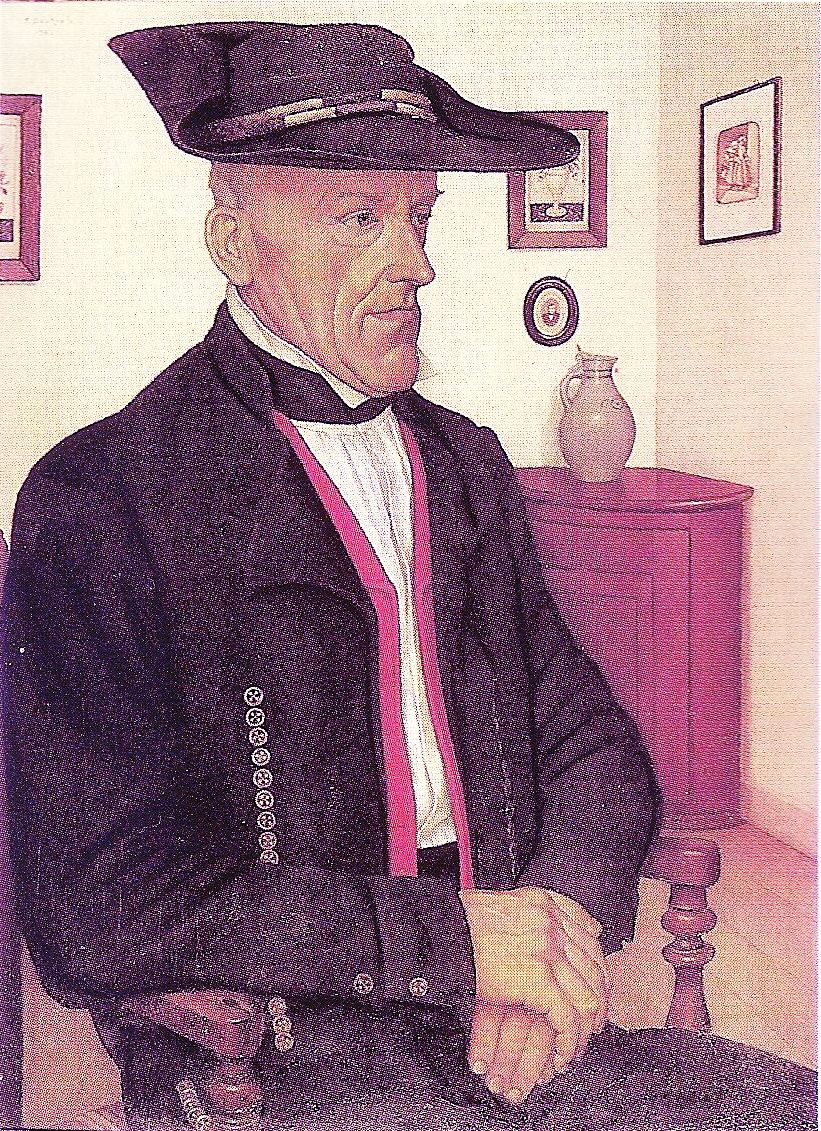
Costume masculin en 1945

Le costume alsacien est caractérisé par la coiffe féminine recouvert d'une bande de tissu croisé en énorme nœud dont les pans retombent dans le dos. Il donne naissance à l'imagerie typique du costume alsacien.
Le costume traditionnel alsacien tel qu'il est exhibé dans le folklore contemporain, ou dans l'imagerie populaire, avec le grand nœud caractéristique n'est qu'un aspect épisodique du costume alsacien traditionnel, et date du début du XIXe siècle. Mais la guerre de 1870, qui fait de l'Alsace un Land allemand, voit l'apparition furtive d'une petite cocarde tricolore sur ce ruban noué, en guise de forte contestation et d'attachement à la France. Depuis cet événement, la coiffe alsacienne à grand nœud noir, qui n'est que l'évolution ornementale d'une coiffe paysanne du Kochersberg, symbolise la spécificité alsacienne, c'est-à-dire un fort attachement à la France tout en revendiquant une culture locale très développée à distinguer de la germanité d'outre-Rhin. Cependant faisant partie de l'espace germanophone, l'influence des costumes de l'autre côté du Rhin y est forte. Les coiffes traditionnelles les plus courantes, entre le XVIIIe et le XIXe siècle restent toutefois d'une forme moins connue du grand public, puisqu'il s'agit des coiffes à bec, ou Schnaeppenhub, et des bonnets à couture médiane, ou Schlupfkappen. Les coiffes à bec sont interdites en 1793 sous la Révolution française, qui les considère comme trop allemandes, dans le cadre de l'unification nationale.

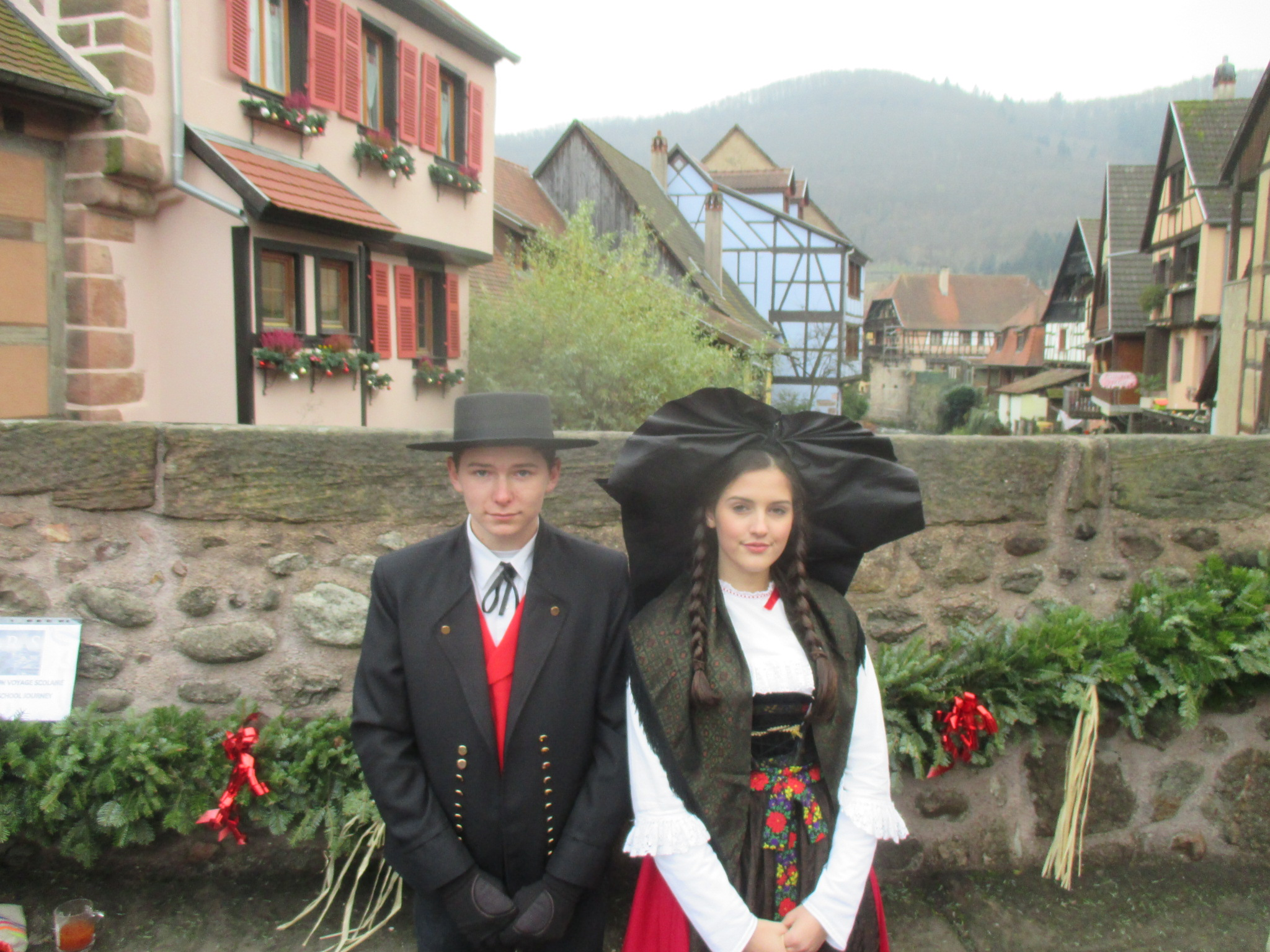
Costumes traditionnels de Kaysersberg.

Dans la vie quotidienne, et en dehors du symbolisme, le costume traditionnel a évolué au fil des époques, selon les nombreux apports culturels dont l'Alsace a bénéficié. Bien qu'il soit malaisé de définir une date marquant le début d'une mode alsacienne, témoin d'une certaine unité culturelle, il est possible de corréler l'émergence d'un style local à la stabilité d'une population dans le temps. Pour l'Alsace, cette stabilisation aurait commencé durant l'ère de romanisation aux environs de 90 par la Pax Romana, avec le lent amalgame des diverses tribus celtes autochtones et la pérennisation des commerces, de l'artisanat et de l'agriculture, puis la naissance de la vigne alsacienne au IIIe siècle. Ainsi, malgré l'invasion décisive des Alamans en 406, le dépeuplement gallo-romain qui s'ensuit, et l'incursion des Huns au Ve siècle qui laisse place à l'invasion franque, les pratiques locales perdurent et s'enrichissent, habillant l'Alsacien de synthèses des différents apports dans l'espace occidental du Saint Empire romain germanique. De fait s'il n'existe pas de style contemporain alsacien, faute de créateurs de mode locaux et à cause de l'internationalisation des tenues vestimentaires, le passé a montré l'existence de spécificités stylistiques, d'inventions, notamment au XVIIIe siècle dans les grandes villes comme Strasbourg.
Au XVIe siècle, la jupe devient un marqueur religieux selon sa couleur, sa décoration et sa taille. Ainsi, si la jupe des femmes catholiques, nommée Kutt, reste longue jusqu'aux chevilles, celle des protestantes luthériennes, la Rock, se raccourcit jusqu'à laisser apparaître le jupon sur 10 cm. À partir de 1830, les protestantes porteront la jupe verte, bleue ou rouge, et les catholiques la jupe rouge garance. Une bordure de velours noir signera le deuil.
* Costume masculin
Dans sa version traditionnelle de la région de Strasbourg, il est utilisé pour les événements folkloriques et les représentations de bloosmusik. Il se caractérise par une profusion de boutons dorés, entre 60 et 70 selon la richesse de celui qui le porte.
chapeau à larges bords en feutre noir
pantalon noir garni de 5 boutons dorés du côté extérieur
veste noire garnie de boutons dorés
gilet rouge croisé
chemise blanche avec un galon noir noué au cou
* Costume féminin
Celui-ci est beaucoup plus complexe, une coiffe composée d'un bonnet noir et d'une bande de tissu de 3,60 mètres de longueur que l'on croise pour obtenir un nœud, il est cousu sur le bonnet. Il forme des pans retombant à l'arrière de la tête.
chemisier blanc en broderie anglaise
jupe avec un corselet blanc et plastron
tablier noir brodé
châle rouge vert
panty et jupon

### Anjou
L'homme angevin porte un pantalon, une veste blanche, un gilet et une cravate en nœud, avec un chapeau de feutre noir et des chaussures de cuir. Certains portaient une montre à gousset.
La femme porte une robe généralement foncée, un tablier, un châle, des chaussures de cuir. À ce costume s'ajoute un collier ras-du-cou orné d'une croix. Selon les régions, un plastron en dentelle ou mousseline s'ajoute à la tenue. La particularité des tenues des femmes angevines sont les coiffes :
- Angevine : bonnet de dentelle à tuyaux, orné d'un nœud pontant vers le haut. Fond brodé.
- Maugeoise : ressemblant beaucoup à l'angevine mais avec de plus petits tuyaux, elle dégage les deux côtés de la tête.
- Pont-de-céaise : Fond brodé se marquant d'un pli. Les tuyaux rabattent vers le sol, le devant est large et incliné et surmonté d'un nœud.
- Saumuroise : appelée également « coiffe tournante », se retrouve en Touraine. Composée d'une partie plate sur le dessus de la tête, elle forme des tuyaux de la grosseur d'une aiguille. On ajoute un nœud plat est posé sur la nuque.

### Aquitaine
En Aquitaine, coiffes et costumes sont connus notamment à travers les cartes postales anciennes, comme celle de cette élégante Clairacaise, vers 1900.

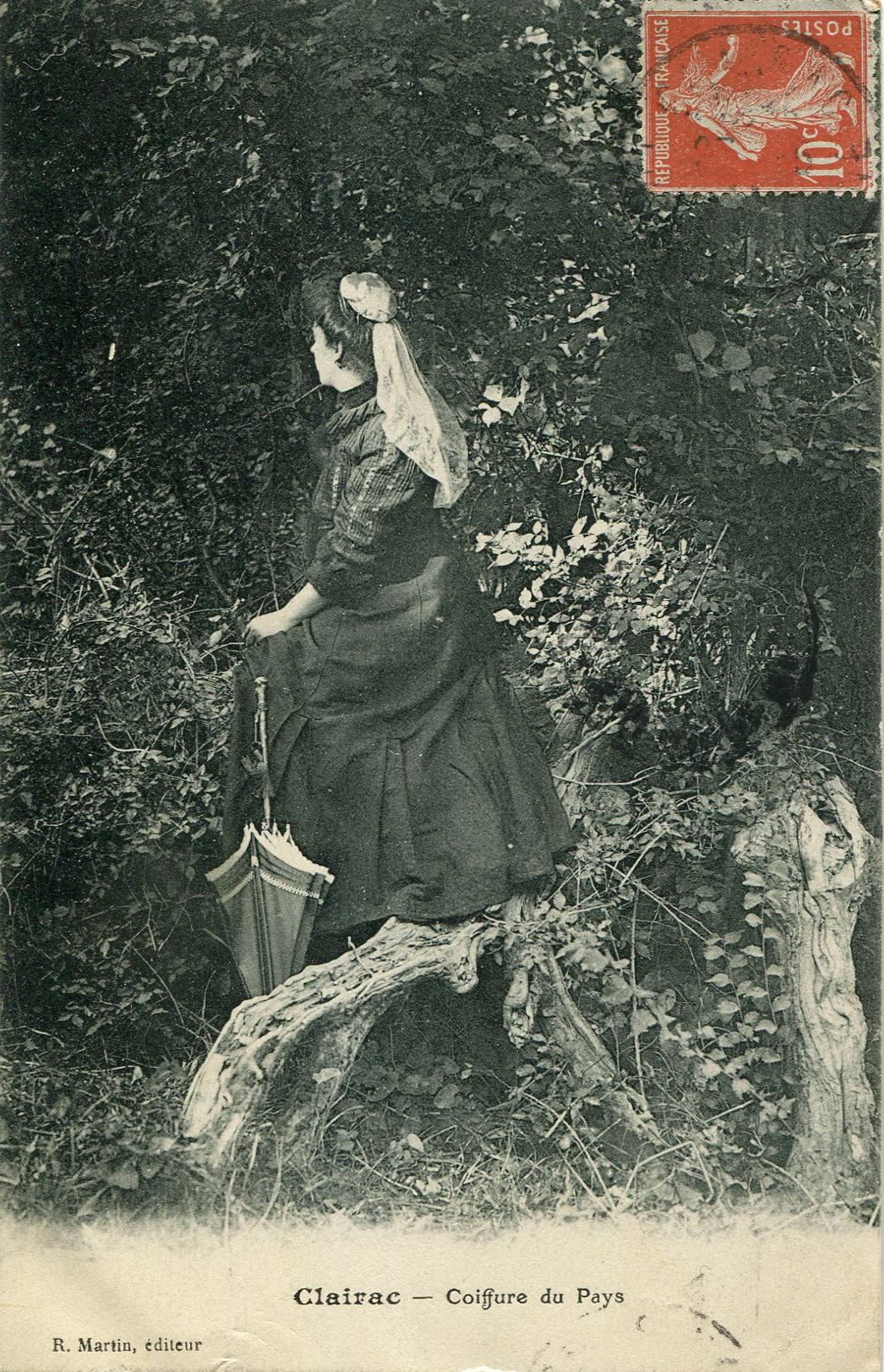
Clairac (Lot-&-Garonne). Coiffure du pays

### Auvergne

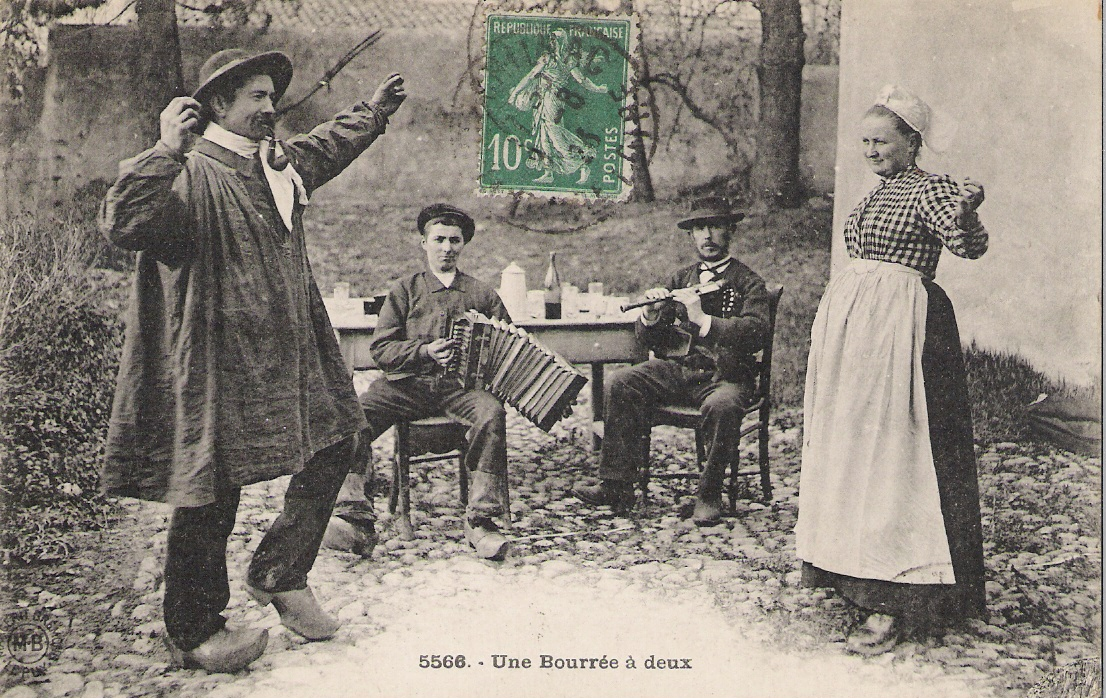
Bourrée auvergnate en costume traditionnel

En Auvergne, le costume traditionnel varie selon les villes et les villages.
D'une manière générale, les femmes mariées portent une robe généralement de couleur sombre, rouge, verte ou bleue, parfois noire. Ces dames portent, à tout âge, une coiffe blanche brodée qui enveloppe les cheveux, lesquels sont liés en chignon pour ne pas être visibles. À l'âge adulte, et pour sortir, elles portent un chapeau de paille à sommet aplati souvent agrémenté de fleurs ou fruits séchés. Sous la robe, il y a un jupon blanc et, souvent, un panty fendu entre les jambes. Elles portent un châle, avec une bavette si elles sont mariées ou une collerette blanche brodée si elles ne le sont pas.
Les hommes, eux, portent une veste dans les mêmes tons que la robe de leur épouse, à manches longues noires ou sans manches au-dessus d'une chemise claire. Ils ont sur la tête un chapeau de feutre noir à larges bords. Le pantalon est noir uni et droit. Autour du cou est noué un foulard rouge et jaune, aux couleurs symboliques de l'Auvergne ; il est utilisé à l'occasion de danses traditionnelles, notamment des bourrées.

### Basque (Pays)

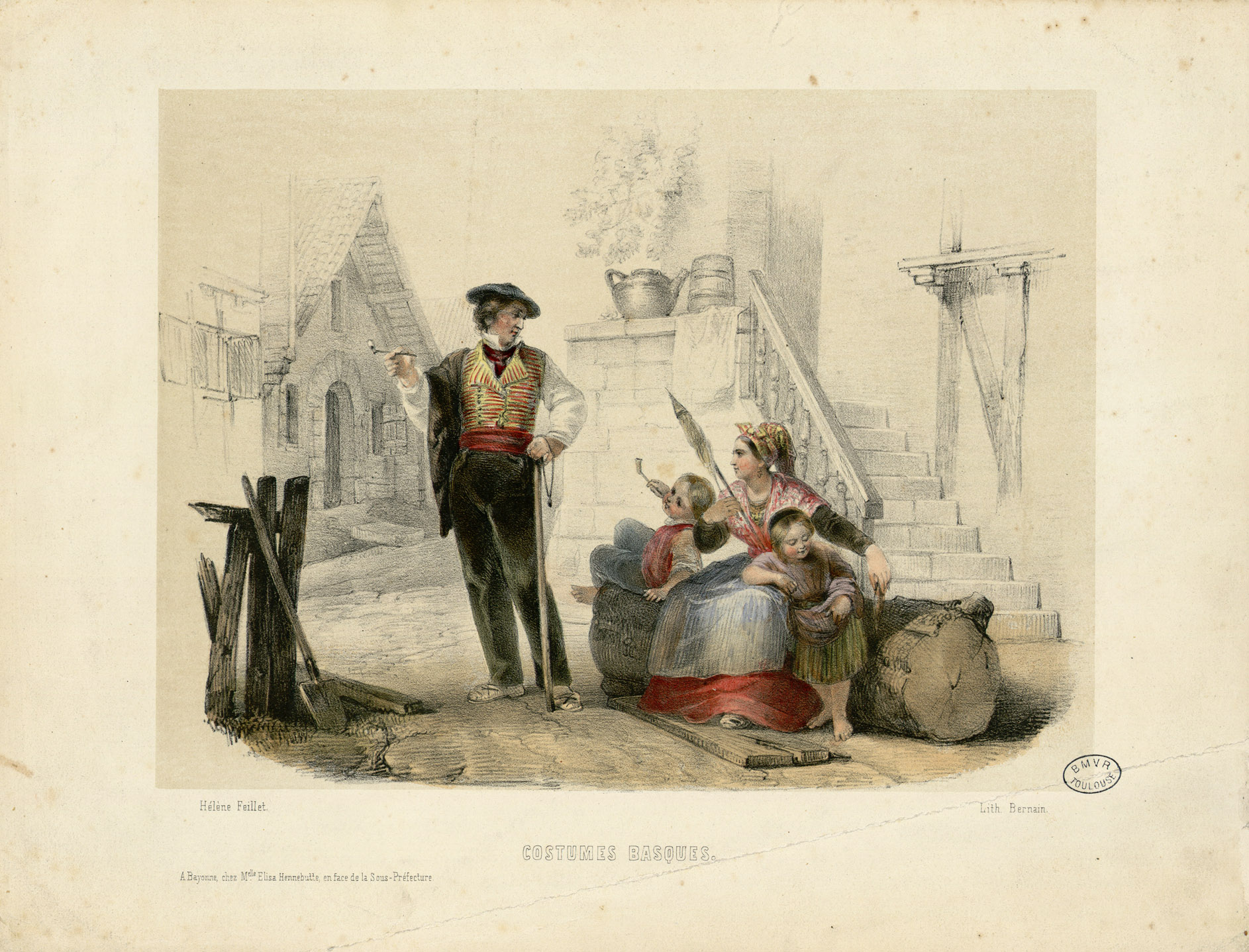
Costumes basques du XIXe siècle

Le costume basque est représenté par l'emblématique béret porté par les hommes. L'espadrille est quant à elle la chaussure basque par excellence.
* Costume masculin
L'homme basque porte une chemise blanche à manches longues, un pantalon blanc, un foulard et une ceinture rouge, sans oublier le célèbre béret
* Costume féminin
La tenue traditionnelle féminine est souvent composée d'une chemise blanche, d'un corset noir, d'une jupe rouge ou colorée agrémentée de bandes noires, et parfois d'un tablier. Les femmes portaient un bonnet ou un foulard blanc.

### Bourbonnais

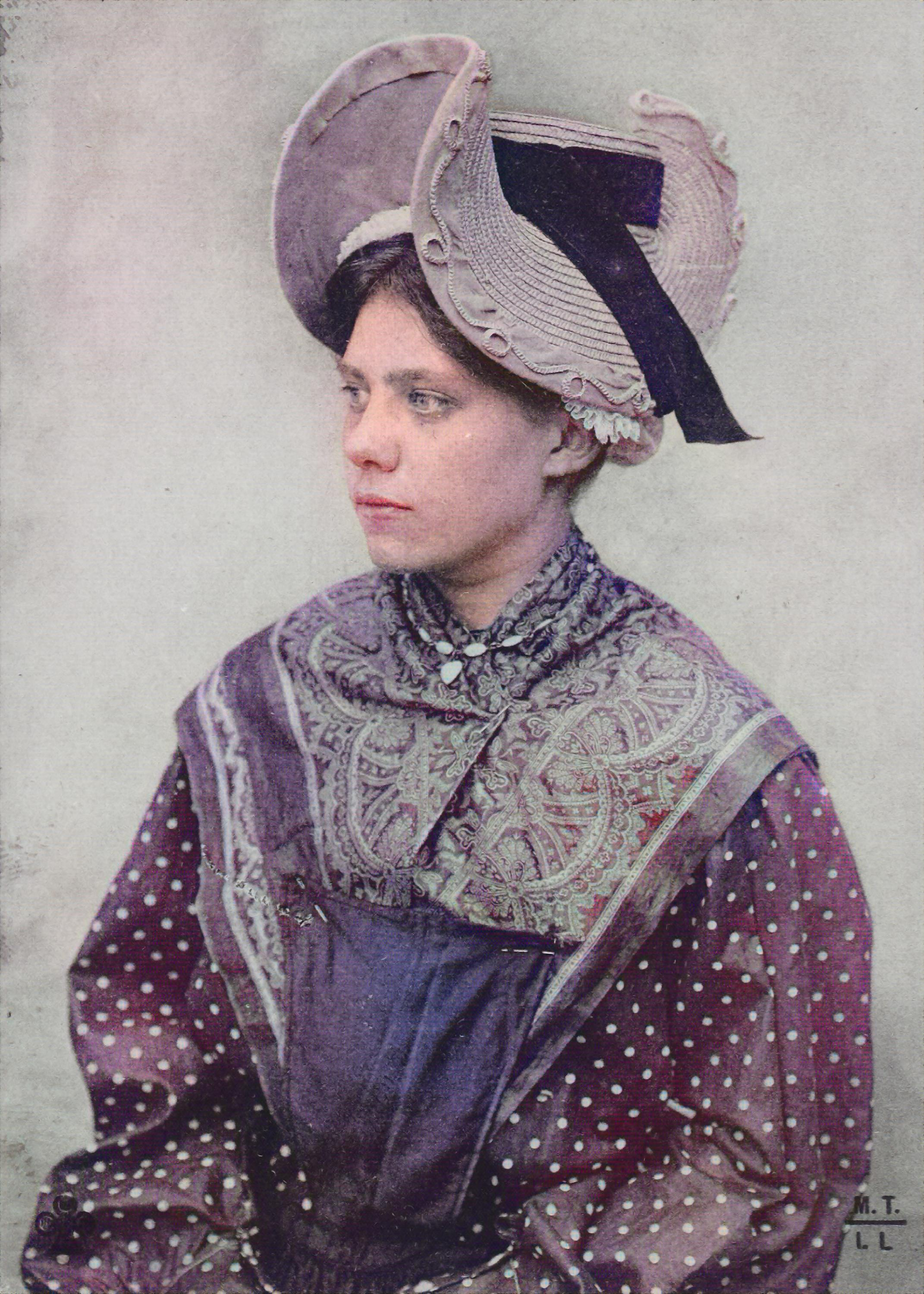
Costumes traditionnels Bourbonnais vers 1900.

### Bretagne

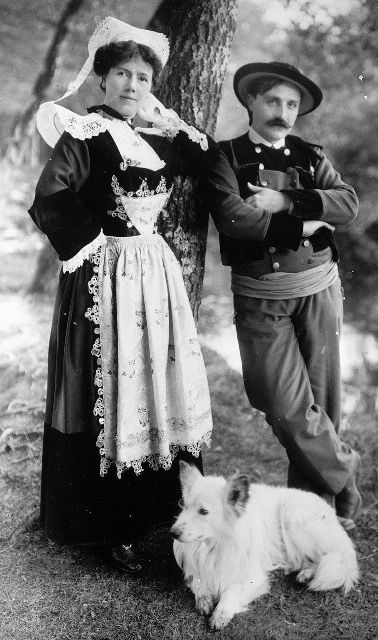
Costumes traditionnels en Bretagne 1900.

### Lorraine

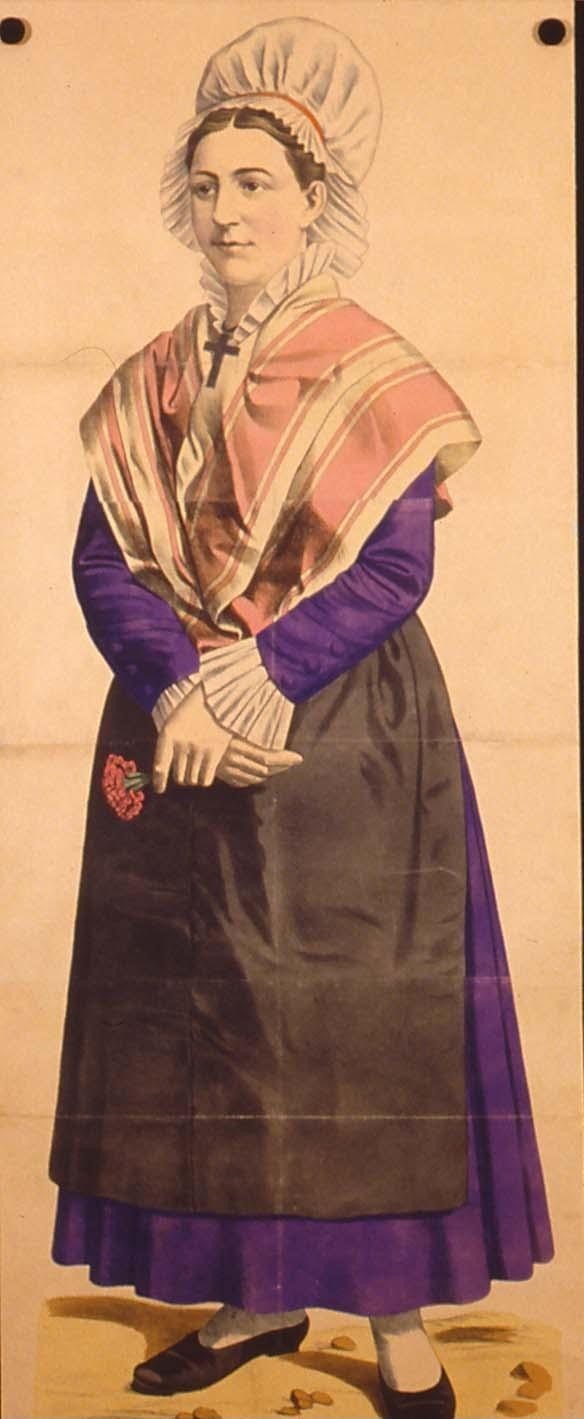
Lorraine vers 1870
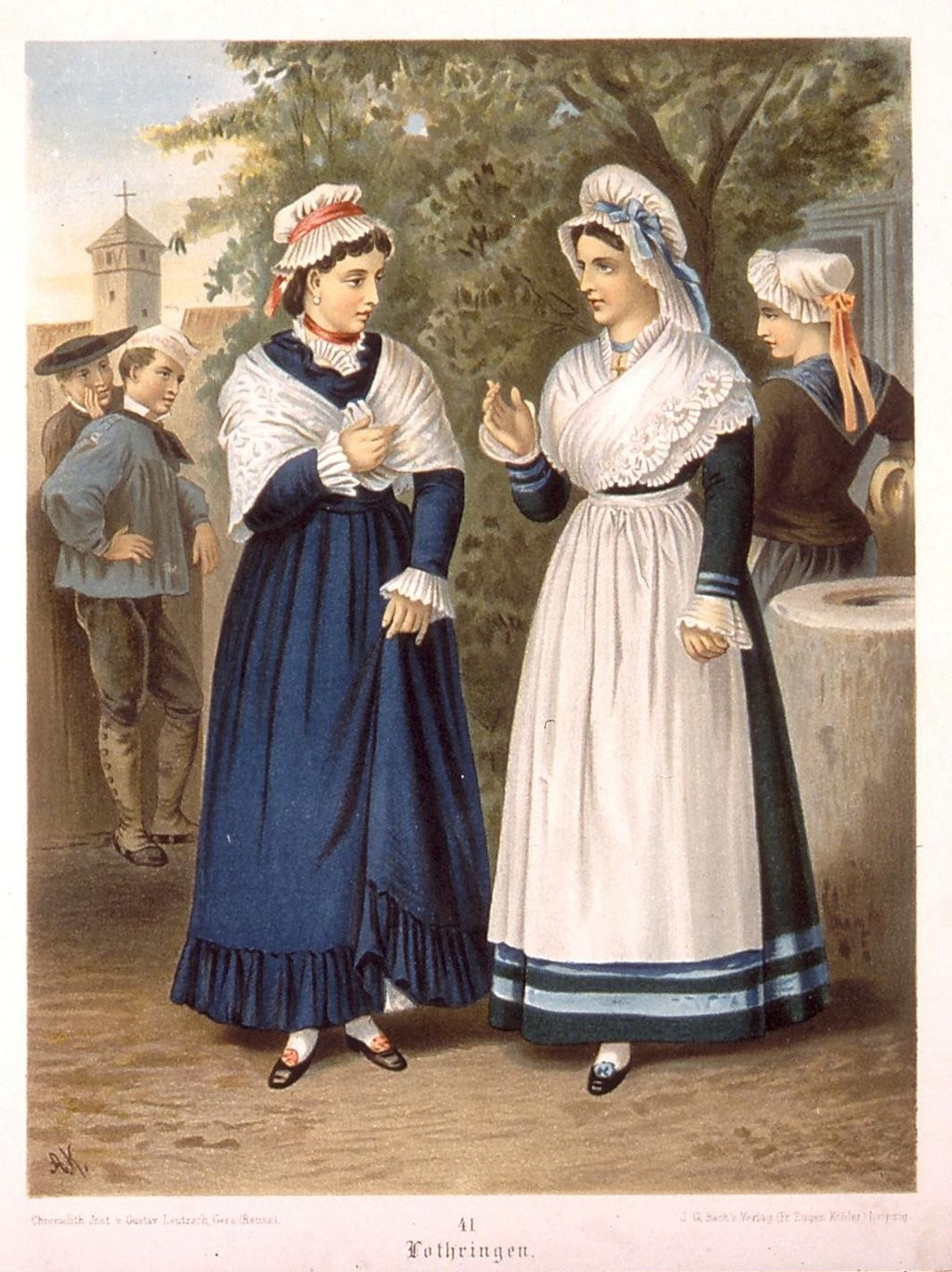
Costumes de Lorraine vers 1880

### Morvan
Le costume morvandiau masculin de la fin du XIXe siècle est constitué d'un chemise de toile ou de coton avec un ruban de velours sur laquelle est enfilée une biaude noire, bleue ou blanche, et d'un pantalon de velours cotelé noir ou marron, ou d'un pantalon de toile noire portant un filet blanc, et retenu par une ceinture de flanelle bise ou grise. L'homme est coiffé d'un chapeau noir et chaussé de sabots à brides.

Le costume féminin est constitué d'un chemisier blanc ou écru en coton, avec dentelles ou broderies, et boutonné sur le devant, par dessus lequel est enfilé un caraco noir sans manches avec boutons de bois, et d'une jupe longue unie à bande de velours noir ou d'une robe de couleur, avec un tablier blanc ou noir à bavette en coton noué dans le dos. La femme porte une coiffe blanche simple à barbes ou pointue, ou ronde à dentelle, ou noire à porter soit directement soit sur une coiffe blanche. Elle est chaussée de sabots à brides.

### Nord-Pas-de-Calais

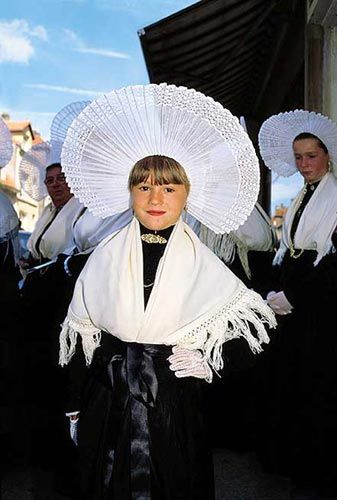
La tenue traditionnelle du Pas-de-Calais portée par les jeunes filles et les femmes. Elle est (ou plutôt était) plus généralement portée dans la ville de Boulogne-sur-Mer.

Boulogne-sur-Mer : c'est un costume simple et modeste. Pour les femmes, une robe généralement noire avec un large châle formant cache-cœur, de couleur pastel ou imprimé. Mais leur coiffe est très originale : une large auréole de dentelle plissée.
Pour les hommes, pêcheurs pour la plupart (étant donné que Boulogne-sur-Mer possède le premier port de pêche en France), c'est la tenue de travail, pantalon, vareuse rouge, casquette.

### Normandie

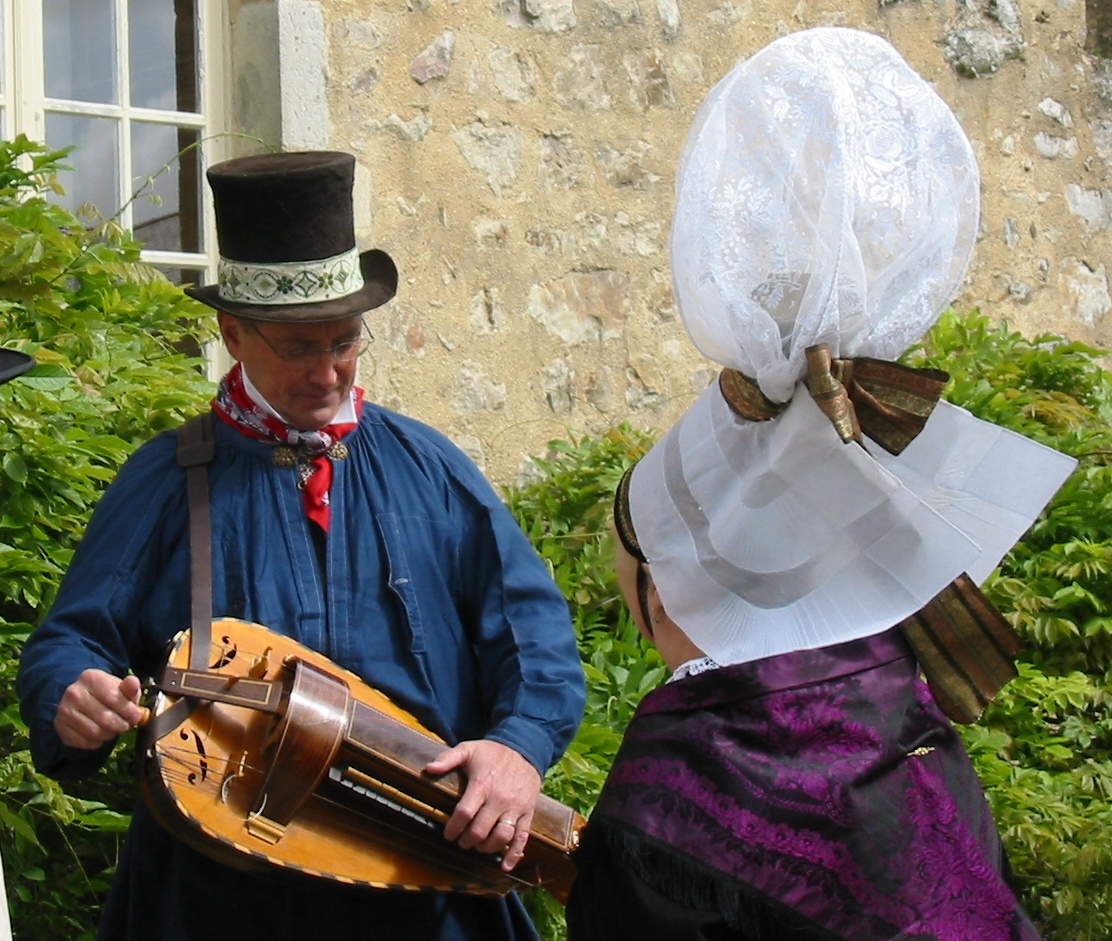
Costumes normands
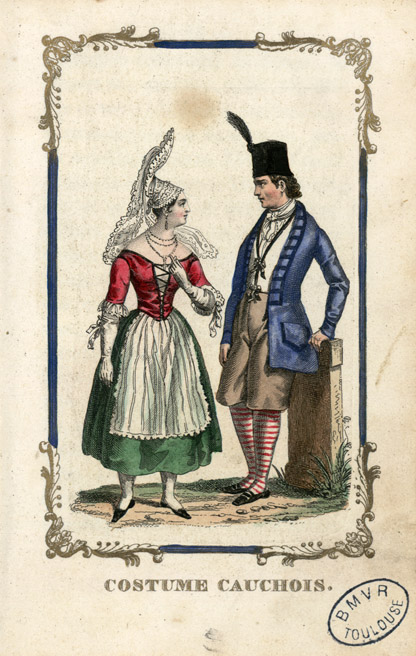
Costumes cauchois vers 1840
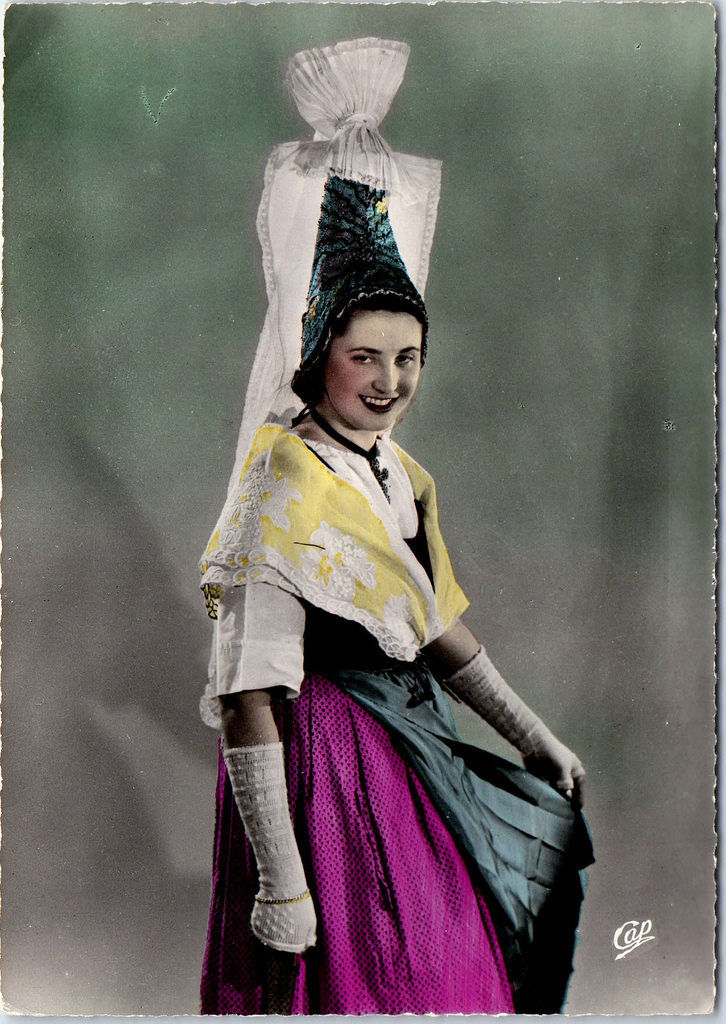
Costume du Pays de Caux

Le costume normand traditionnel varie en fonction de la proximité ou non avec Paris, selon qu'on est en Haute ou Basse-Normandie et selon l'époque entre le XVIIIe et le début du XXe siècle. Les Normandes se laissent influencer par la mode parisienne et notamment pour le choix des textiles : cotonnades, indiennes, siamoises, etc. Le lin et le chanvre produits dans la région servent à fabriquer le textile pour les vêtements de tous les jours. Le costume traditionnel normand est plus porté par de grands propriétaires terriens que par des gens modestes ou urbains. L'image du costume traditionnel a été véhiculée par une iconographie riche qui laissait une grande part à l'imagination de l'artiste, notamment concernant les grandes coiffes à rencontre.
Le costume masculin se caractérise par le port du pantalon à pont, du gilet, inspiré de l'habit à la française, de la blouse (appelée blaude), du mouchoir de cou et de la casquette. La blaude bleue se porte pour les fêtes, ornée de broderies blanches au point de chaînette aux épaules, à l'encolure, aux poignets et aux poches. Pour que le tissu de coton soit brillant, il est calandré, passé entre deux cylindres).

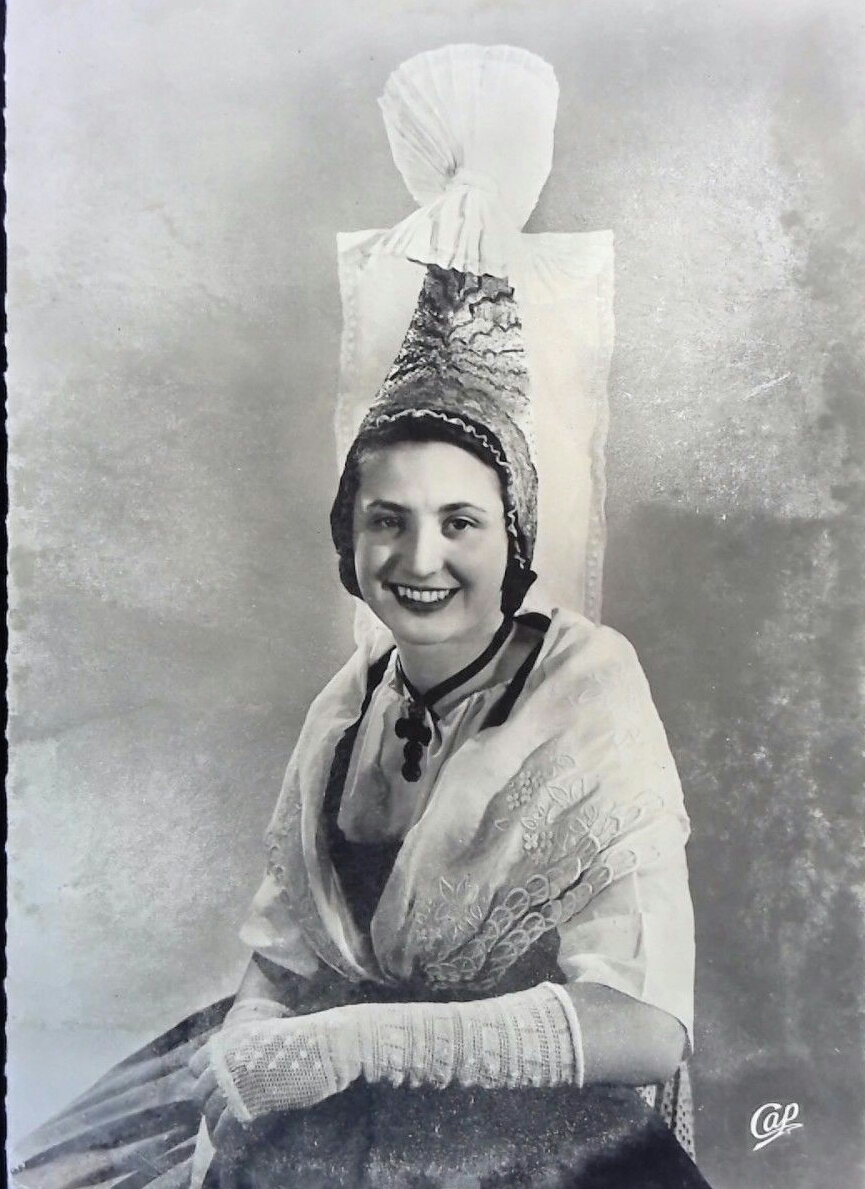
Coiffe du Pays de Caux.

Le costume féminin est plus varié et évolue plus avec le temps. Ce sont surtout par les contrats de mariage et les inventaires après décès qui permettent d'avoir des sources sur la qualité et la quantité du vestiaire féminin. Composé d'une jupe et d'un corsage, le costume est orné d'un tablier plissé ou à bavette épinglé sur le corsage. La robe fait son apparition à la campagne au début du XIXe siècle. La coiffe est un élément culturel et régional fort du costume normand. Son invention date de la fin du XVIIIe siècle avec le bonnet cauchois et s'achève à la veille de la Seconde Guerre mondiale avec la bonnette de la Manche. S'il existe une régionalisation forte des coiffes, elles ont toutefois des points communs : un fond, plus ou moins grand, la présence de broderies, une passe et des barbes (sorte de volants qui encadrent le visage). La plus courante reste le bonnet rond, appelé aussi « pierrot ». Les grandes coiffes sont à la mode jusque dans les années 1850. À ce moment-là, elles prennent des mesures exacerbées puis disparaissent peu à peu au profit des bonnettes : plus petites et pratiques à porter même si elles restent réservées aux fêtes et cérémonies.

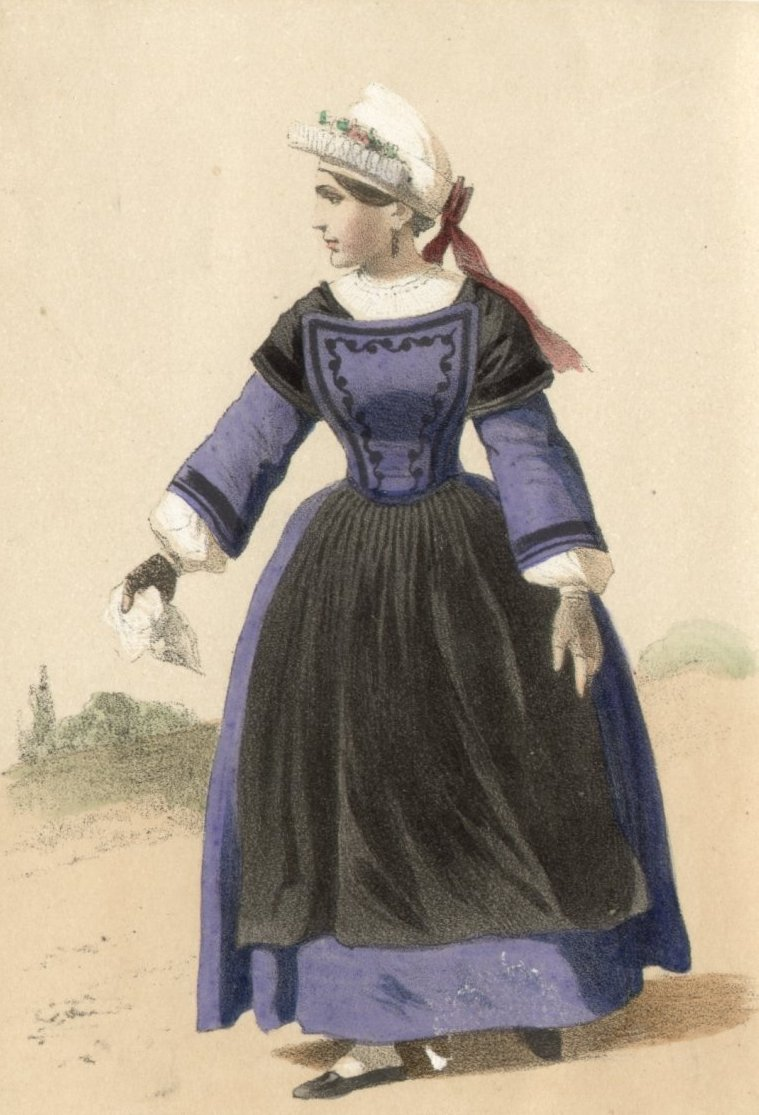
Femme en habit de fête à Caen
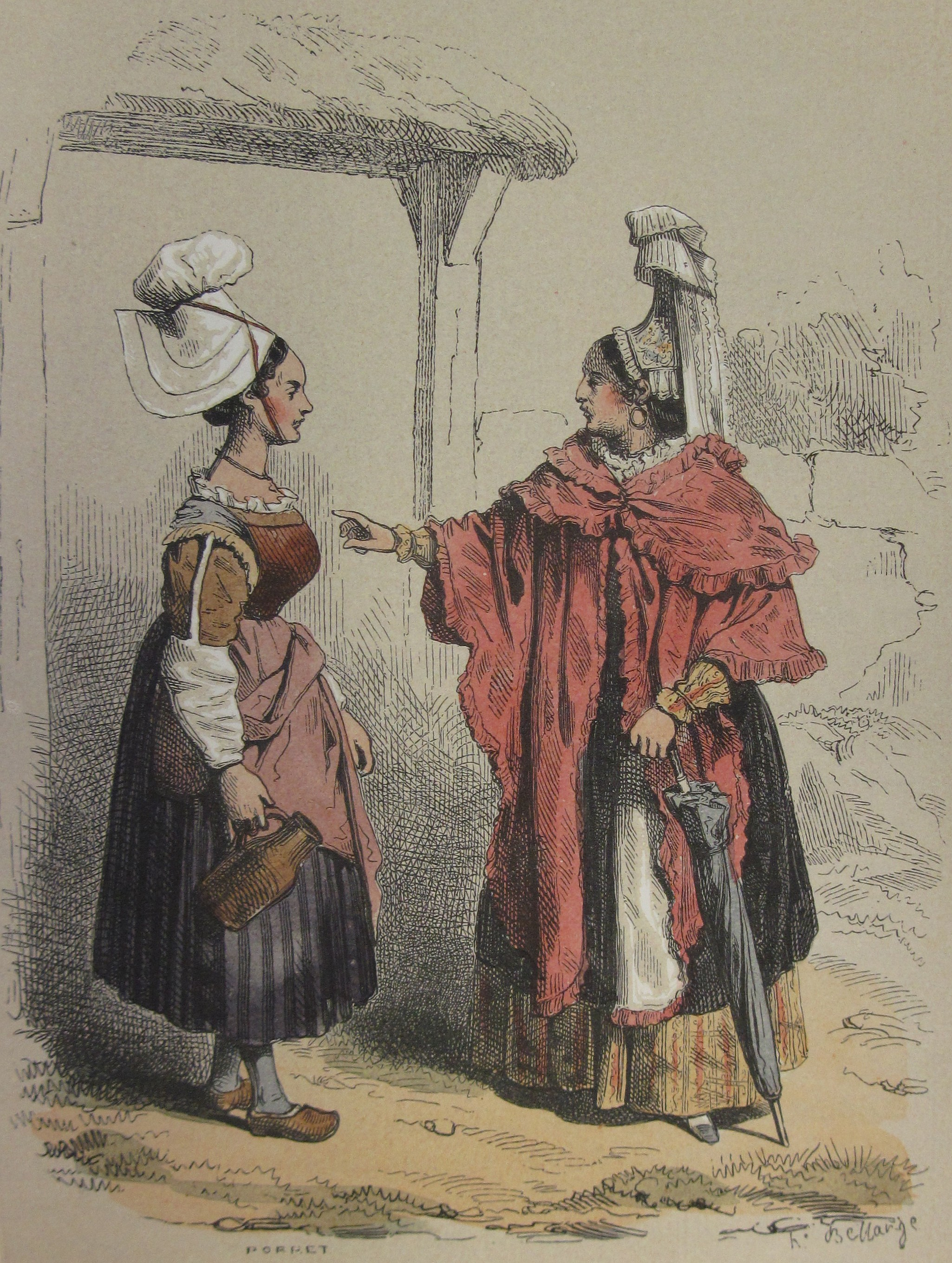
Coiffes normandes

En costume normand traditionnel n'est plus porté. Des groupes folkloriques, tels que Blaudes et Coëffes, continuent à le faire vivre et à conserver les savoir-faire.

### Pays de Montbéliard

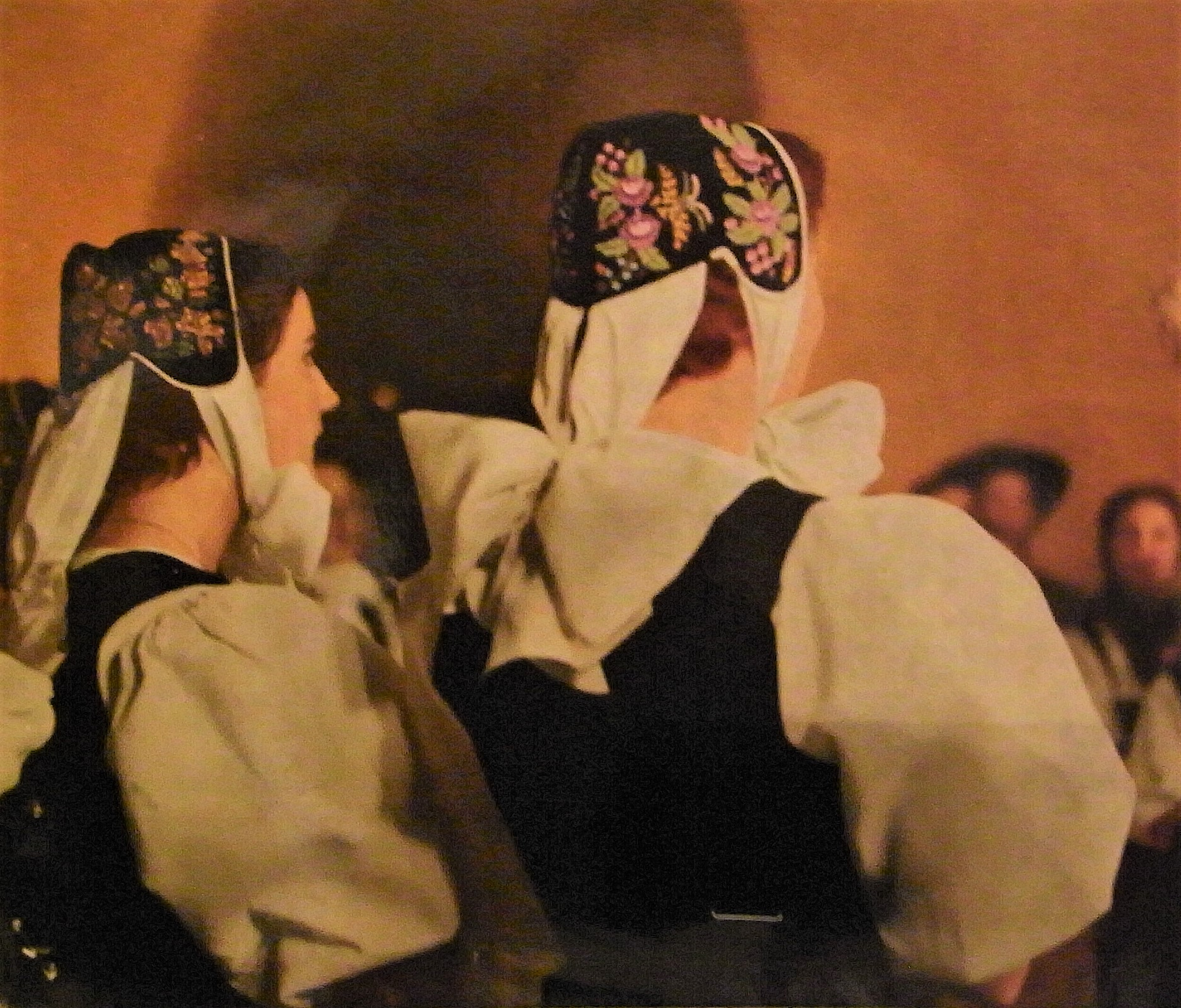
Femmes portant le diairi.

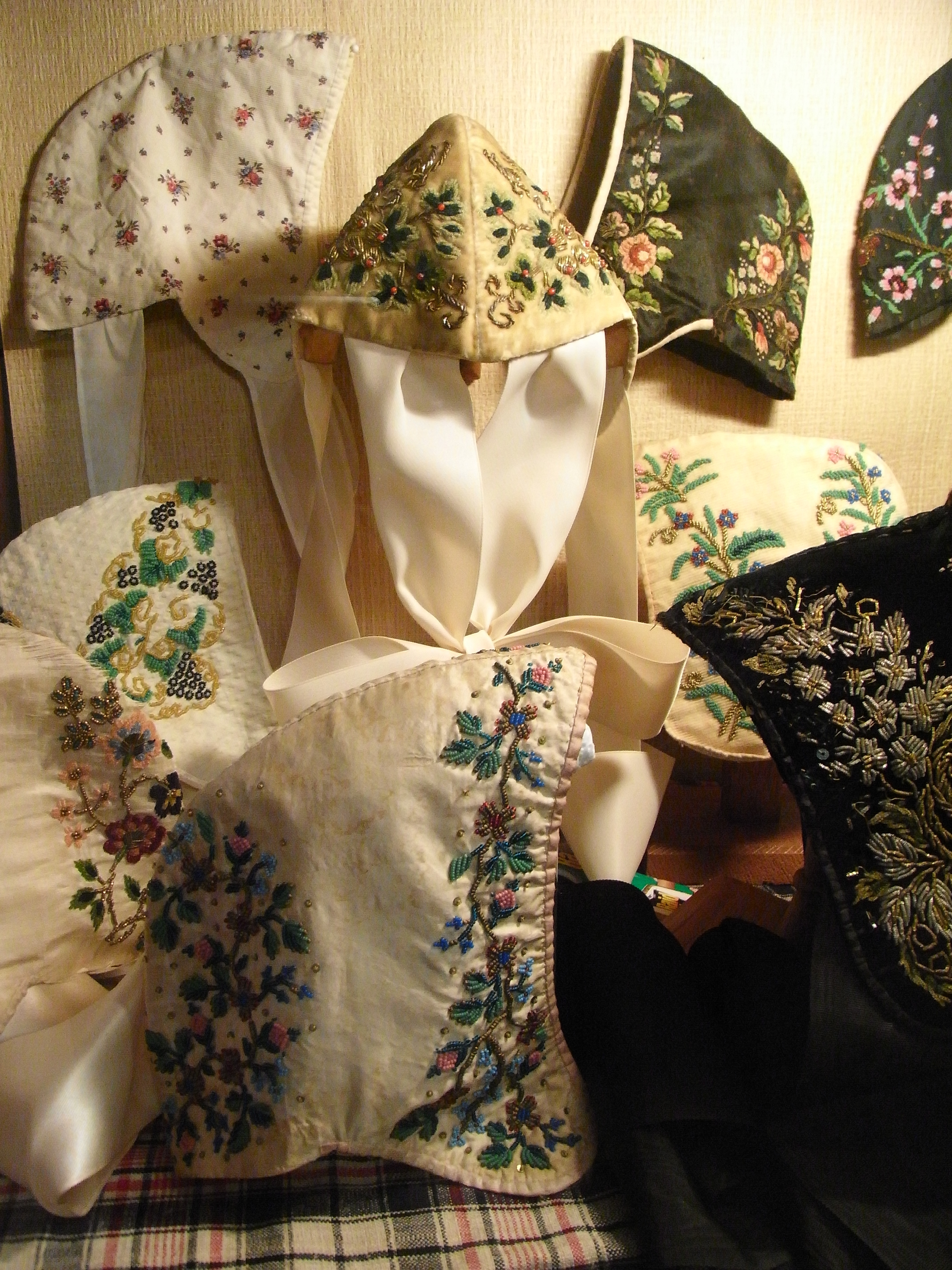
Coiffes du costume traditionnel du pays de Montbéliard, dites câles à diairi.

Bien qu'aujourd'hui intégré à la Franche-Comté, le Pays de Montbéliard a été pendant plus de trois siècles une principauté allemande luthérienne rattachée au duché de Wurtemberg. Un patrimoine et des traditions spécifiques s'y sont développés sous l'influence de l'Allemagne méridionale, dont le costume, très spécifique en France.
La tenue traditionnelle des femmes comportait une longue jupe de chanvre sombre, un tablier étroit, une chemise en lin blanc sans col aux manches très larges et bouffantes serrées au dessus du coude, un corset de toile ou de velours noir et une coiffe dite câle à diairi (ce qui signifie étymologiquement cale à chignon), ou plus simplement aujourd'hui diairi. Cette coiffe richement brodée et parée de petites perles est la principale fantaisie dans un costume par ailleurs sobre. Elle est composée d'un petit calot porté sur le haut de la tête et couvrant partiellement un chignon bas et les deux oreilles, et d'un ensemble de quatre rubans dont deux partent des oreillettes et se nouent sous le menton tandis que les deux autres forment un gros nœud qui cache la nuque.
Le diairi peut être en velours, en satin ou en soie. Sa couleur dépend des circonstances : blanc pour les enfants, les fiançailles et les mariages, coloré pour les femmes, noir pour les périodes de deuil. Sa décoration très complexe est faite de broderies incorporant de très petites perles (de 5 000 à 10 000 par coiffe), de la canetille (fil ressort de métal) or ou argent, des « miroirs » et des chenillettes (fils de velours de soie), selon des motifs traditionnels tels que fleurs, grappes, épis de blé. Les deux côtés en sont symétriques mais inversés. La cale faisait la fierté de sa propriétaire et sa richesse de décoration reflétait la richesse de la femme qui la portait.
Une coiffe nécessite au minimum 200 heures, parfois 400 heures, de broderie. La calière (brodeuse) marque chacune de ses réalisations de ses initiales, sur sa doublure de la coiffe.
En 1991, l'office du tourisme de Montbéliard a lancé un atelier de brodeuses de câles à diairi afin de perpétuer la tradition. Depuis 1958, une chorale qui chante en costume des airs traditionnels du Pays de Montbéliard a pris pour nom "le Diairi",.

### Polynésie française
À l'origine, avant l'arrivée des Européens, le traditionnel et internationalement connu paréo (ou pare'u) n'était pas fait de coton, mais de résine végétale, le tapa, et décoré de formes géométriques ancestrales. L'étoffe de tapa servait à confectionner les ahu, les tiputa et les pare'u. Le tiputa était un grand rectangle fendu verticalement qui se portait comme un poncho. Le ahu est un vêtement de tapa, porté comme une toge romaine. Les hommes d'un certain rang s'en enveloppaient le haut du corps.
Si l'île ou l'atoll ne comportait pas d'arbres, les habitants se paraient de feuilles de pandanus ou de folioles de cocotiers attachés autour de la taille pour faire des pagnes. Puis les cotonnades sont arrivées et les paréos aux motifs bariolés ont vu le jour.
Le vêtement le plus porté par les hommes était le maro : ceinture étroite, enroulée à la taille et ressemblant à un slip. Les femmes portaient généralement le paréo, et le haut du corps restait nu.

### Provence

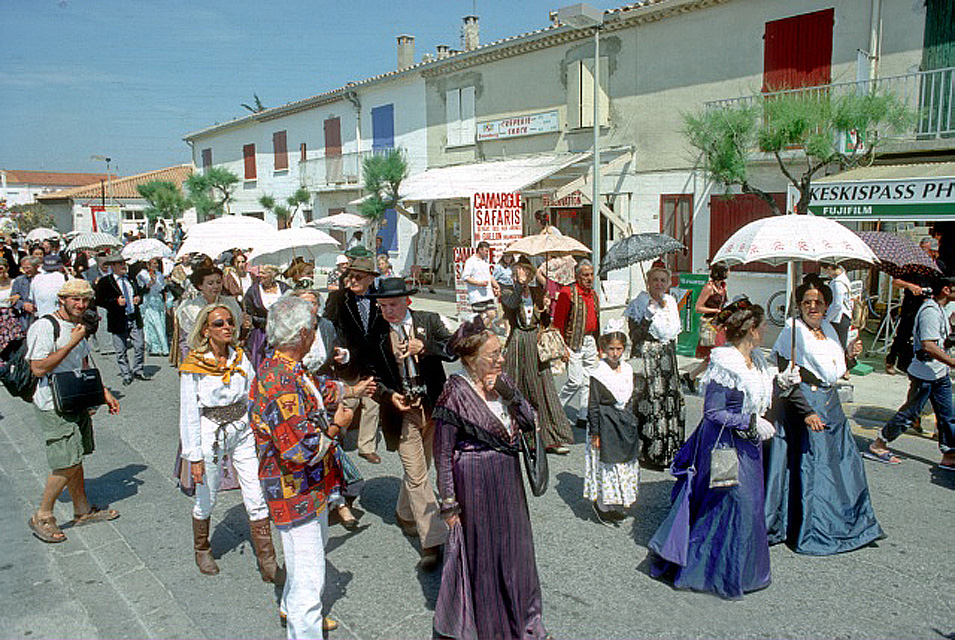
Arlésiennes en costume aux Saintes-Maries-de-la-Mer.

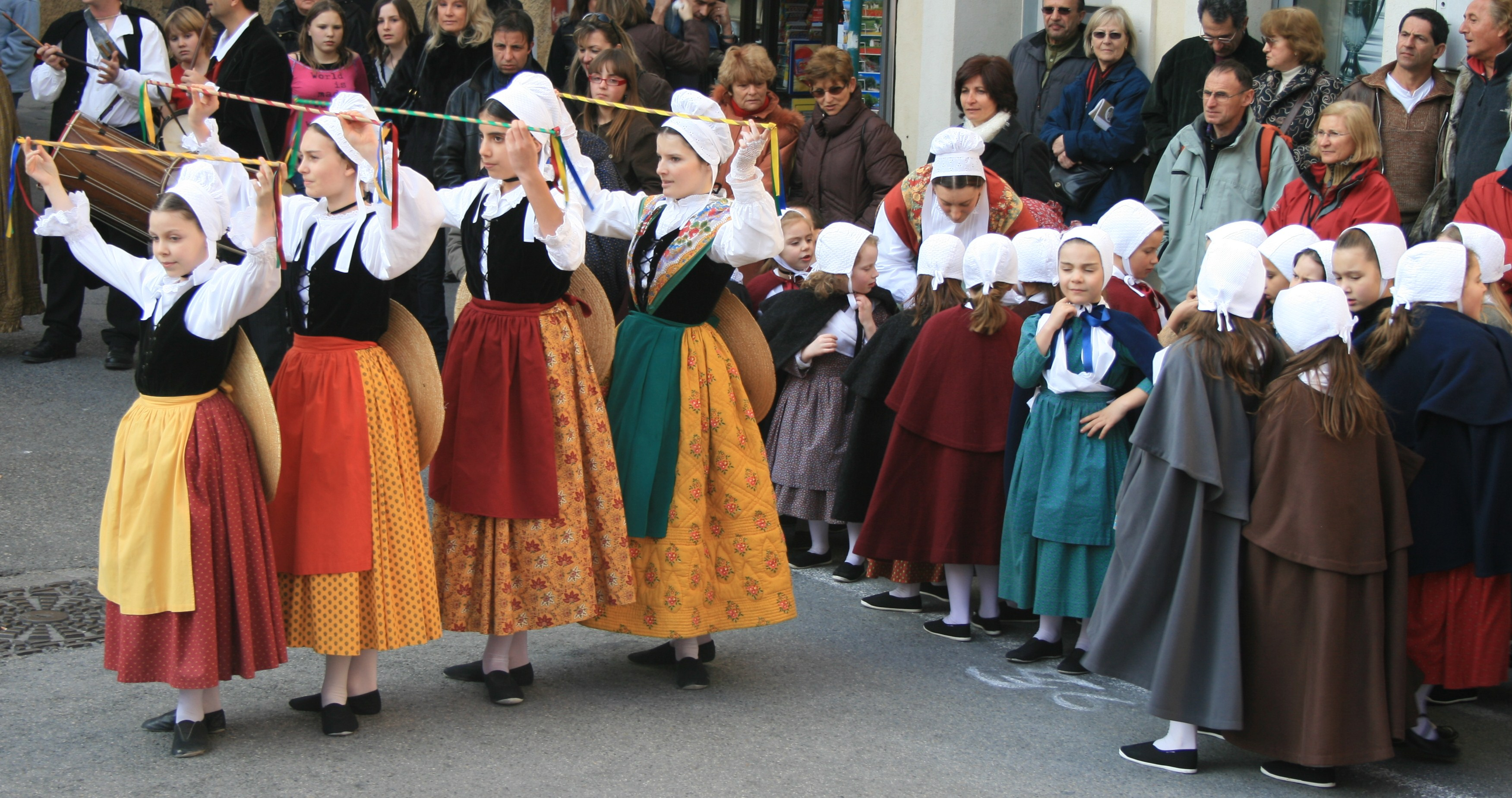
Le costume comtadin traditionnel

Le costume provençal traditionnel comporte deux grandes variantes : le costume arlésien, dit aussi arlèse, ou provençal après que Frédéric Mistral eut relancé son port à la fin du XIXe siècle comme signe de l'identité culturelle de la Provence, et le costume comtadin, porté dans le Comtat Venaissin et jusqu'au nord de la Durance, y compris à Avignon. Encore utilisé le dimanche jusqu'au début du XXe siècle, son usage courant a progressivement disparu au cours de la première moitié du XXe siècle. Actuellement, il n'est porté qu'épisodiquement, par des groupes folkloriques ou lors de manifestations volontaristes de l'identité locale. Les deux types de costume sont aisément identifiables dans leur version féminine : coiffe généralement sombre sur le haut du crâne couvrant uniquement le chignon, et silhouette « en sablier » très prononcé pour le costume arlésien, coiffe blanche à la grecque éventuellement recouverte d'une fichu de même couleur pour le costume comtadin. Selon les classes sociales, le tissu du costume change, mais dans chacun des deux grands styles, la coupe reste à peu-près la même.

### Roussillon et Cerdagne
La Catalogne Nord comprend un ensemble de costumes populaires portés de la plaine du Roussillon jusqu'aux confins de la Cerdagne, à la frontière andorrane, entre 1680 et 1914, et présente des caractéristiques propres à sa culture.
A cette époque le costume catalan désigne celui des «personnes du peuple ou de la campagne qui portent le costume national, c'est-à-dire le long bonnet rouge dont le bout flottant tombe sur les épaules (la baretina), une veste et un pantalon de velours, une ceinture rouge (la faixa) et des espadrilles aux pieds (les vigatanes) ». (Henry, 1823)
Les femmes, vers 1830, portent des peignes à la girafe sous leur coiffe. C'est ce qui donne plus de hauteur au bonnet de la coiffe. Elles portent aussi capuche (caputxa) «qui descend jusqu'au milieu du dos et qui est noire ou blanche, ne tient à aucune partie du vêtement : c'est une pièce d'étoffe doublée sur sa longueur et cousue à l'un de ses bouts. On l'arrête sur la coiffe avec une épingle».
Assez tôt, les hommes, sous l'effet de la mode française, abandonnent l'habit traditionnel. D'un usage pratique, il a subsisté toutefois chez les pêcheurs, les bergers ainsi que les Gitans sédentaires jusqu'au début du XXe siècle.
On doit au peintre Louis Delfau (1871-1937) de nombreuses toiles qui décrivent les costumes catalans de son époque.

### Savoie

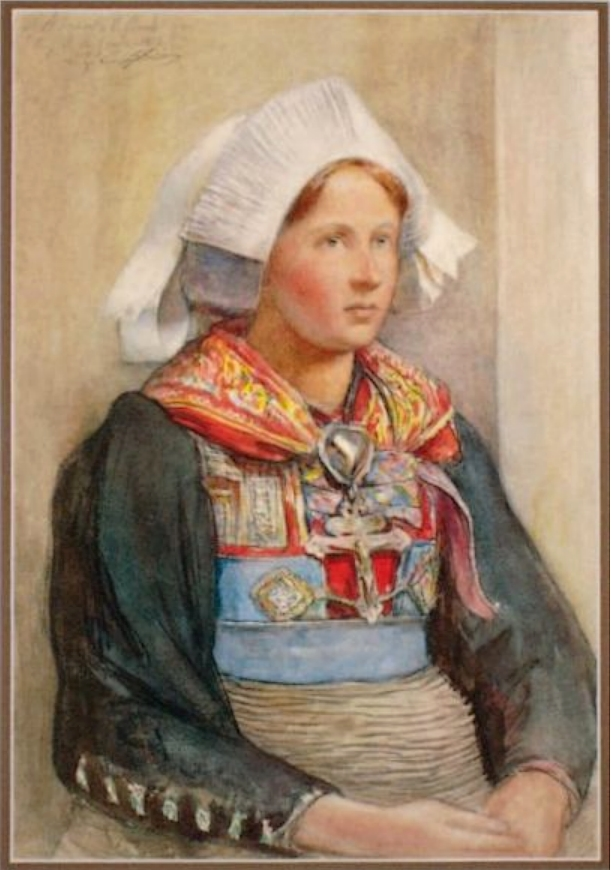
Jeune Savoyarde, aquarelle d'André-Charles Coppier, 1912.

Le costume féminin savoyard se compose d'une chemise (sous-vêtement), d'une robe en drap de laine ou d'une jupe et d'un caraco (ou corselet, ou couar), d'un châle, d'une coiffe et d'un tablier. Le costume masculin se compose d'un pantalon en lainage ou en futaine de couleur sombre, d'une blouse ou chemise, d'un gilet et/ou d'une veste en drap de laine, d'une large ceinture en flanelle grise, beige ou bleue, et d'un chapeau,,,.
Le châle porté par les femmes est d'abord souvent une indienne de coton imprimé à la planche de bois sculptée de la Manufacture d'Annecy, puis en soie à partir de la moitié du 19e siècle.
La coiffe des femmes est blanche ou noire, en coton piqué. Elle peut être brodée, plissée ou tuyautée à la paille ou au fer, serrant le chignon ou nouée sous le menton, selon les villages.
Les femmes fiancées ou mariées portent également autour du cou une croix en or ou en argent offerte lors de leurs fiançailles.
La chemise des hommes est en toile (en lin ou en chanvre, tissé parfois avec de l'ortie). Elle est caractérisée par son « panté », un pan plus long à l'arrière qui se ramène vers l'avant pour servir de sous-vêtement et éviter le contact rude de l’étoffe des pantalons,.
Le chapeau traditionnel est un chapeau rond en feutre noir. Toutefois, à partir de la fin du XIXe siècle, la « tarte », grand béret typique des Chasseurs alpins, se répand également.
Lors des fêtes, les hommes peuvent porter une « maille » (gilet tricoté de points compliqués) ou une « matelotte » (veste matelassée), un gilet en velours de soie brochée ou en tiretaine (laine tissée), une veste en drap-cocher noir avec parement de velours...
Ces costumes varient suivant les régions et les vallées. Le seul département de la Savoie dispose d'une vingtaine de costumes différents, ce qui en fait, avec l’Alsace et la Bretagne, un des départements les plus riches en matière de costume régional. Les costumes de Savoie sont reconnus pour leur beauté, leur originalité, leurs couleurs et leur richesse en bijoux, en soieries, et en broderies.
Le costume traditionnel n'est plus porté aujourd'hui hormis durant les fêtes traditionnelles ou manifestations folkloriques. Il a disparu au XXe siècle, d'abord dans les villes et en plaine, plus tardivement dans les villages de montagne. Le costume traditionnel masculin a disparu plus rapidement que le costume féminin. Quittant leur village durant l'hiver, les hommes adopteront en effet rapidement la mode européenne des villes et notamment la redingote et le chapeau haut-de-forme qui seront portés pour les mariages et cérémonies. Enfin, la Savoie du nord a conservé plus longtemps que celle du sud ses costumes régionaux.

### Vallée d'Ossau

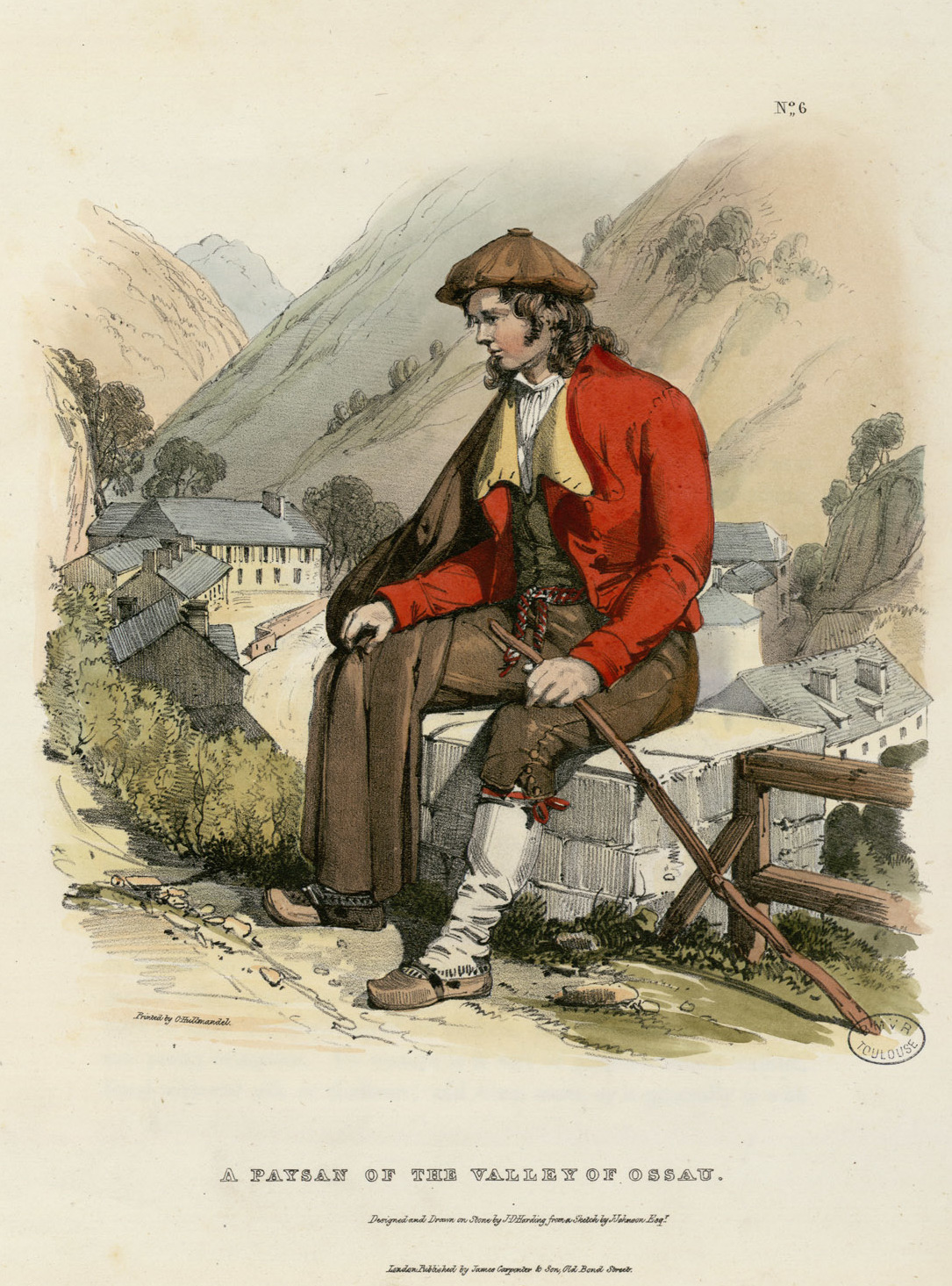
Paysan de la vallée d'Ossau vers 1840.

Dans la vallée d'Ossau, les hommes portent un béret marron, typique du Béarn, agrémenté de deux pompons de couleur, une chemise blanche sans col, une veste rouge s'arrêtant à la taille, un pantalon également marron, de grandes chaussettes blanches ou marron, montantes jusqu'au bas du genou et enfin, une paire de chaussures en cuir, noir ou marron.

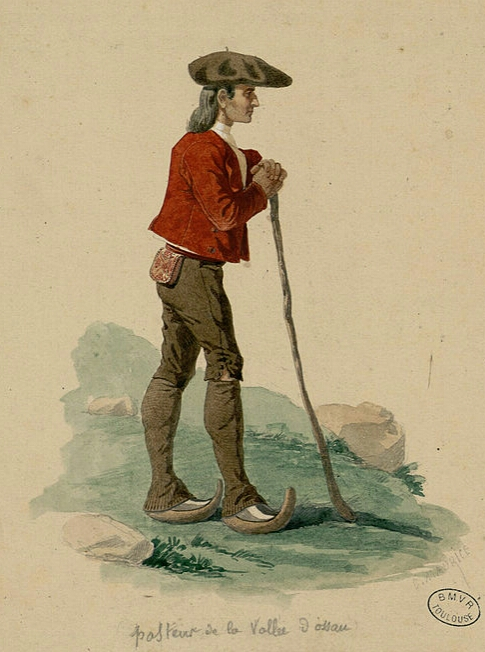
Berger de la vallée d'Ossau, avec des souliers typiques.

### Vendée
Les hommes de Vendée portent un chapeau de feutre noir à large bord plat, appelé « grolle » ou « rabalais », protégeant du soleil ou des intempéries ; le chapeau est parfois orné d'un ruban de velours noir sur le bord. Pour le travail des champs, ils portent une large chemise de toile (de lin ou de chanvre) et un pantalon à pont. Ils mettent autour de la taille une ceinture de flanelle et arborent des guêtres avec leurs sabots. Pour les dimanches et fêtes, le pantalon et la veste (tombant au-dessus de la taille) sont de drap bleu avec des boutons dorés ou argentés. Pour les jours ordinaires, la veste est de bure marron, surtout chez les Maraîchins. Ceux̠-ci portent une veste très étroite et courte, avec de chaque côté un rang de boutonnière et un rang de boutons. En-dessous, les Maraîchins (autour de Saint-Jean-de-Monts) portent un gilet (« camiset ») croisé en flanelle blanche épaisse avec boutonnières vertes et revers verts, sur une chemise blanche, en toile du pays, à col fermé et rabattu. La petite cravate est fermée par un bijou d'argent en forme de cœur vendéen surmonté d'une croix. Ils sont rasés de près et ne portent pas de barbe.
Les femmes de Vendée portent un petit bonnet de dentelle, une jupe et un tablier, ainsi qu'un fichu ou un foulard noir croisé sur le corsage ; elles mettent des bas bleus. Pour les dimanches et fêtes, leur robe est en tissu broché ou en cotonnade unie ou à rayures avec souvent un jabot de dentelle et toujours un châle à franges croisé sur la poitrine. Différentes coiffes de cérémonie caractérisent la provenance, bocage, plaine vendéenne, côte vendéenne, marais, villes et villages, etc. Ainsi la « grisette » est une coiffe de dentelle avec un tuyautage et un paillage en cœur. Pour le deuil ou le demi-deuil, la coiffe est agrémentée d'une ruban noir et la dentelle est plus simple. Pour aller à la messe, la Vendéenne en deuil porte alors un large manteau (dit « mante ») noir à capuchon. L'apogée du costume traditionnel se situe du Second Empire, jusqu'à la veille de la Première Guerre mondiale, lorsque la paysannerie française profite d'une meilleure situation économique.

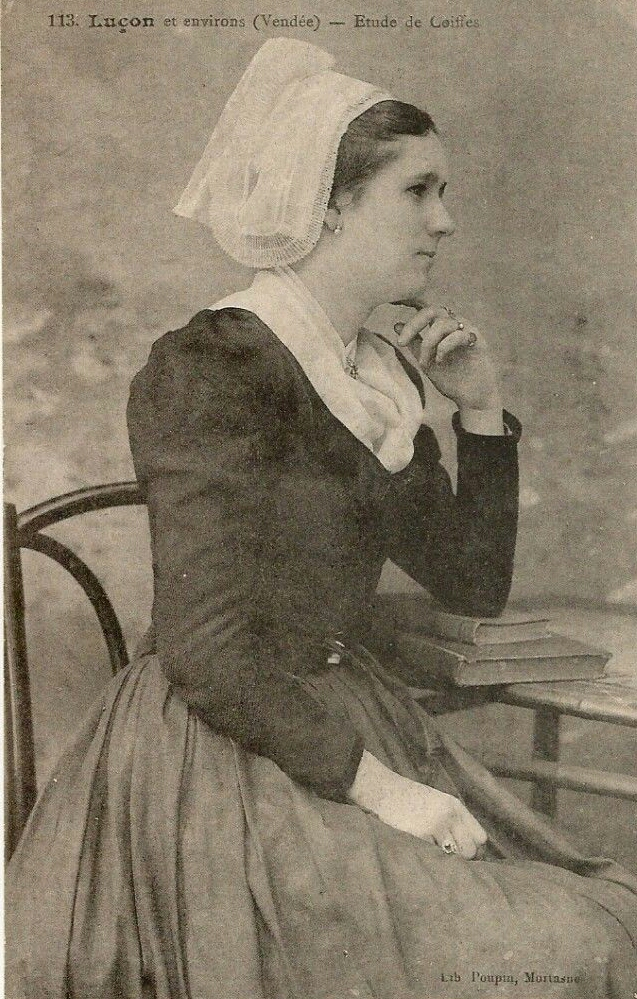
Coiffe de Luçon en 1905, dite « cabanière »
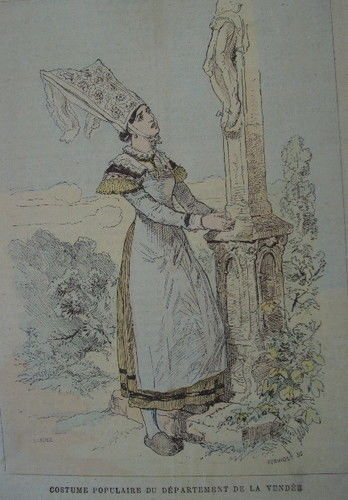
Costume de Vendéenne en 1850
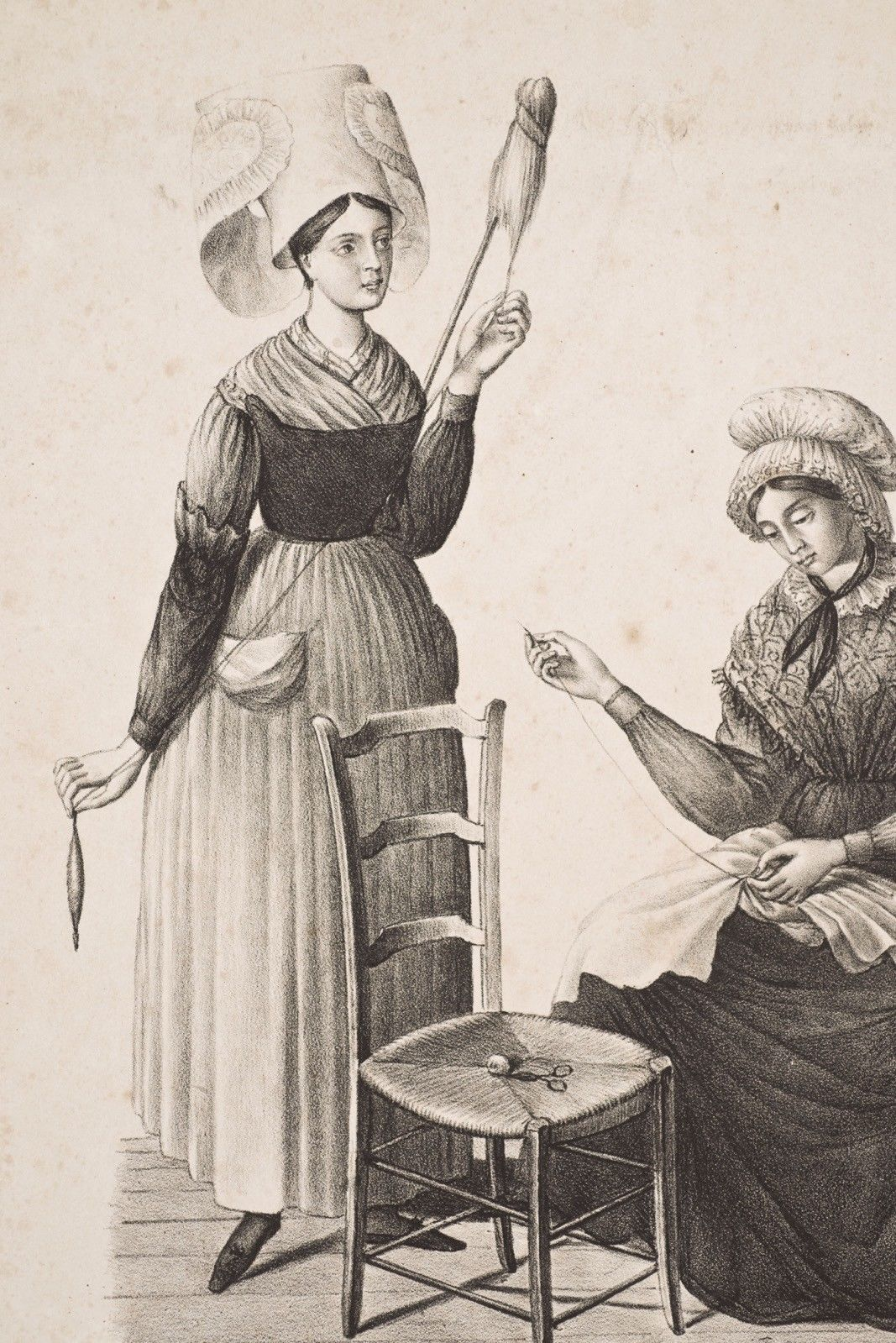
Coiffes de La Châtaigneraie vers 1830

## Voir aussi

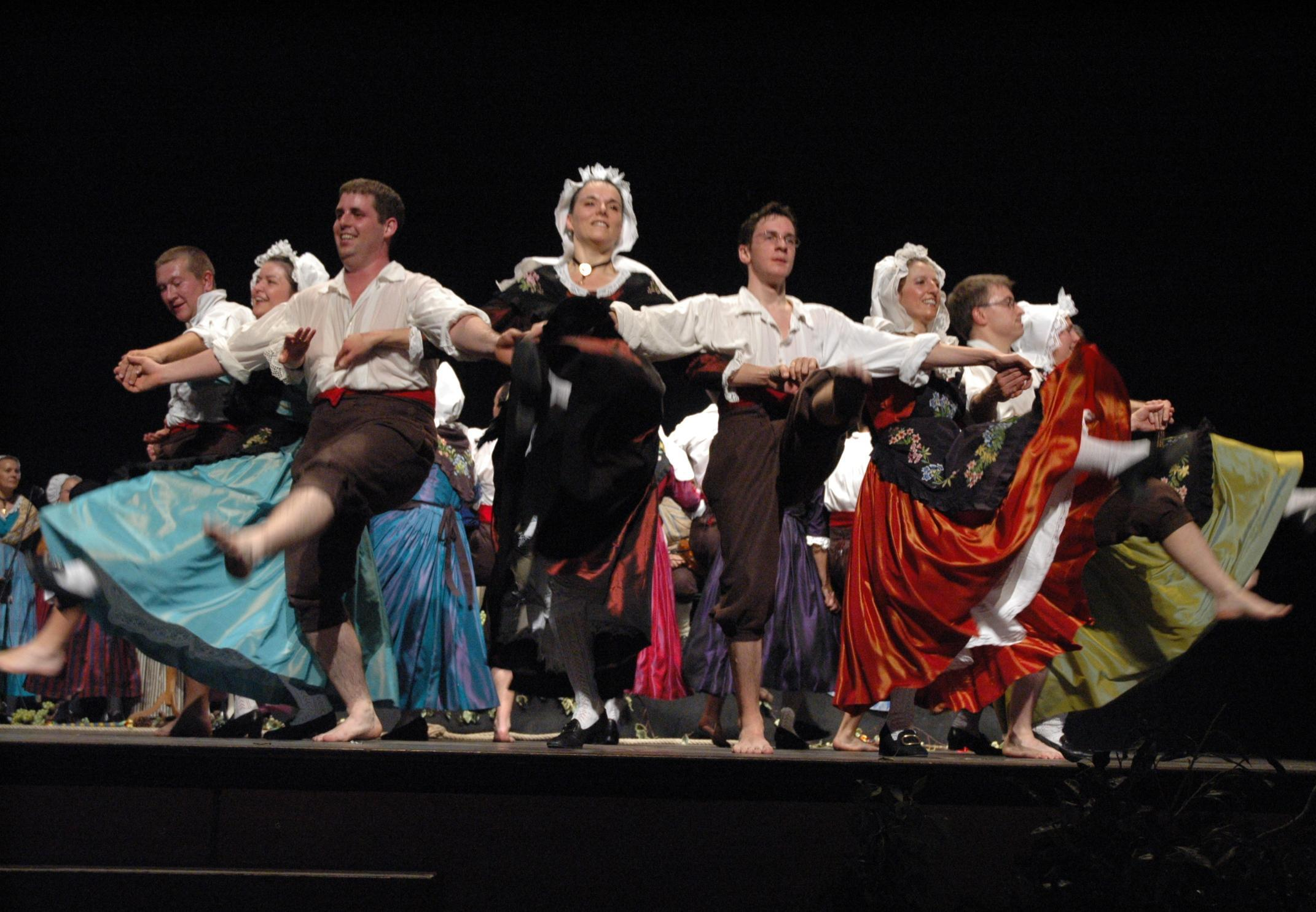
Danse du groupe Empi et Riaume, exemple de costumes traditionnels.